# 馬學良
馬學良（1913年6月22日—1999年4月4日），字蜀原，男，汉族，山东荣成人，中國少數民族語言研究學者，尤其是彝語文研究。

## 生平
1934年始在北京大學就讀，1938年畢業。1939年進入北大文科研究所研讀語言學，1941年碩士畢業，在中央研究院歷史語言研究所任助理研究員。1953年就任中央民族學院教授。

## 著作
- 馬學良．《撒尼彝語研究》．北京：商務印書館．1951年．
- 馬學良．《語言學概論》．北京：華中工學院出版社．1981年．
- 馬學良．《漢藏語概論》（上、下冊）．北京：北京大學出版社．1991年．